# A Year Without Rain
A Year Without Rain – drugi album studyjny amerykańskiej grupy muzycznej Selena Gomez & the Scene. Wydawnictwo ukazało się 17 września 2010 roku nakładem wytwórni muzycznej Hollywood Records.
Płyta dotarła do 11. miejsca na liście OLiS w Polsce i uzyskała certyfikat platynowej.
Premierę A Year Without Rain poprzedził wydany 22 czerwca singiel Round & Round. Do kompozycji został zrealizowany teledysk, który wyreżyserował Philip Andelman. Drugi singiel promujący zatytułowany A Year Without Rain ukazał się 7 września. Do utworu został zrealizowany również teledysk w reżyserii Chrisa Dooleya.

## Lista utworów
Opracowano na podstawie materiału źródłowego.
1. „Round and Round” (Andrew Bolooki, Fefe Dobson, Jeff Halavacs, Jaco Kasher, Kevin Rudolf) – 3:06
2. „A Year Without Rain” (Toby Gad, Lindy Robbins) – 3:54
3. „Rock God” (Printz Board, Victoria Horn, Katy Perry) – 3:08
4. „Off the Chain” (Antonina Armato, Tim James, Devrim „DK” Karaoglu) – 4:03
5. „Summer’s Not Hot” (Eric Bellinger, Toby Gad, Lindy Robbins) – 3:05
6. „Intuition” (Eric Bellinger, Toby Gad, Lindy Robbins) – 2:58
7. „Spotlight” (Adam Anders, Peer Astrom, Nikki Hassman, Shelly Peiken) – 3:31
8. „Ghost of You” (Jonas Jeberg, Shelly Peiken, Rasmus Seebach) – 3:23
9. „Sick of You” (Lucas Banker, Matt Squire) – 3:24
10. „Live Like There's No Tomorrow" (Matt Bronleewe, Nicky Chinn, Andrew Fromm, Meghan Kabir) – 4:10